# Gran Turismo (serie)
Gran Turismo (normalmente abreviado como GT) es una serie japonesa de videojuegos de simulación de carreras desarrollada por Polyphony Digital. Desarrollados para sistemas PlayStation, los juegos de Gran Turismo están destinados a emular la apariencia y el rendimiento de una gran selección de vehículos, la mayoría de los cuales son reproducciones con licencia de automóviles del mundo real. Desde el debut de la franquicia en 1997, se han vendido más de 90 millones de unidades en todo el mundo, lo que la convierte en la franquicia de videojuegos más vendida bajo la marca PlayStation. Una adaptación cinematográfica basada en la serie y la carrera de Jann Mardenborough fue estrenada en agosto de 2023 y fue dirigida por Neill Blomkamp.

## Descripción

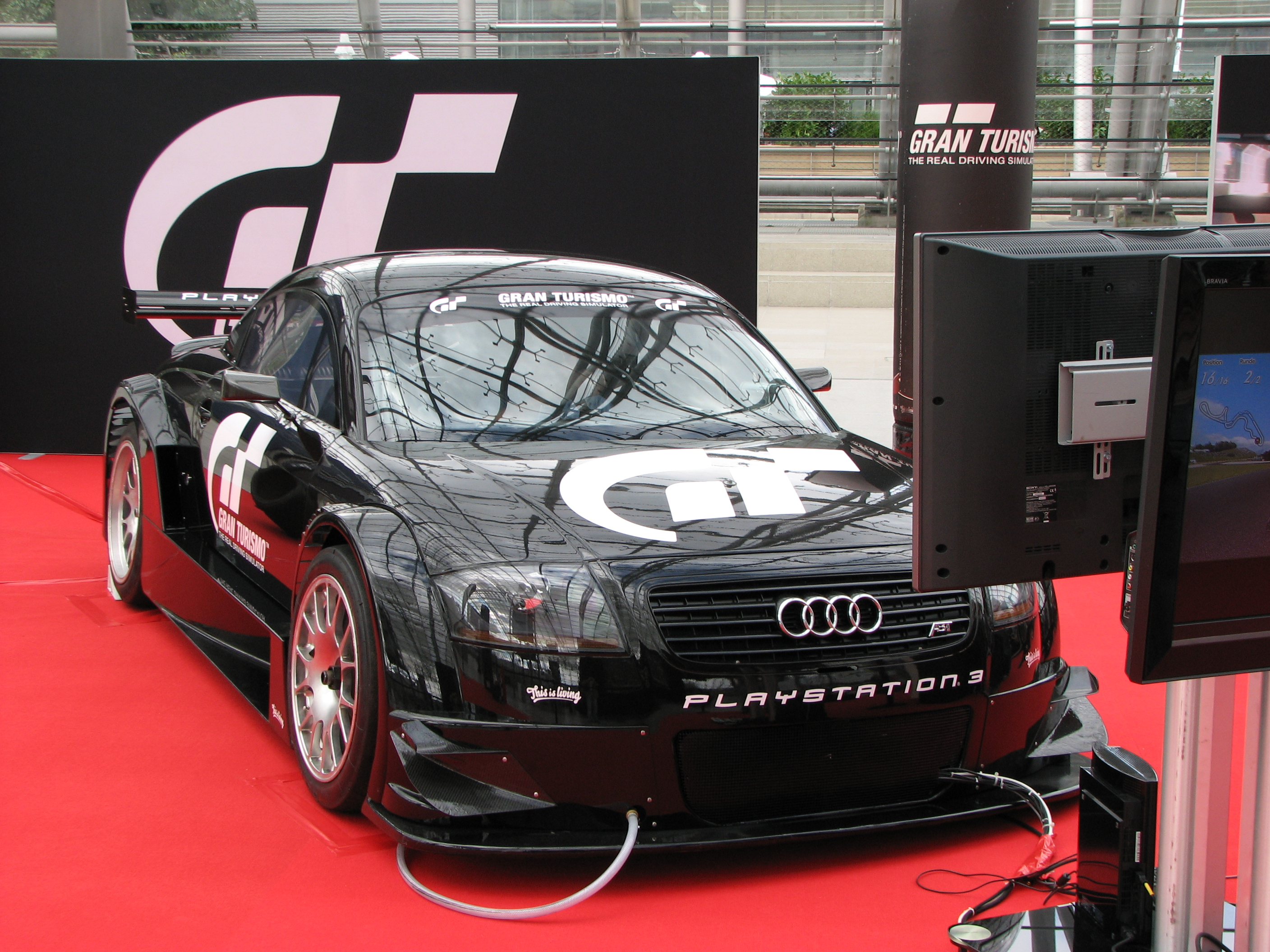
Stand de Gran Turismo 5 Prologue en Games Convention 2008.

La serie Gran Turismo está desarrollada por Polyphony Digital y producida por Kazunori Yamauchi. Gran Turismo tiene sus orígenes en 1992, cuando Kazunori Yamauchi se propuso con un grupo de siete desarrollar el Gran Turismo original, que tardó cinco años en completarse.
El atractivo de la serie Gran Turismo se debe significativamente a sus gráficos, una gran cantidad de vehículos con licencia, la atención a los detalles del vehículo, la emulación precisa de la física de conducción y la capacidad de ajustar el rendimiento, de ahí el subtítulo "The Real Driving Simulator", incorporado a la iconografía de la franquicia desde Gran Turismo 4. El manejo de los vehículos se basa en impresiones de conducción de la vida real, el ajuste se basa en principios de la física y el sonido del motor del vehículo se basa en grabaciones de los vehículos reales. El juego ha sido un buque insignia de las capacidades gráficas de la consola PlayStation y, a menudo, se utiliza para demostrar el potencial del sistema.
Aunque Gran Turismo tiene un modo arcade, la mayor parte del juego se deriva de su modo de simulación. Los jugadores comienzan con una cierta cantidad de créditos, generalmente 10,000, que se usan para comprar vehículos en varias tiendas específicas del fabricante, o (más probablemente al principio) en concesionarios de autos usados, y luego ajustan su auto en la tienda de repuestos correspondiente para obtener el mejor rendimiento. Ciertos eventos están abiertos solo para tipos particulares de vehículos. Para ingresar y progresar en carreras más difíciles, se implementó un sistema de prueba de licencias, que guía a los jugadores a través del desarrollo de habilidades. Los jugadores pueden aplicar el dinero del premio ganado en eventos para actualizar su automóvil existente o comprar uno nuevo, recolectando un garaje de vehículos.
Desde el lanzamiento de Gran Turismo 5 Prologue en la PS3, un aspecto en línea del juego ha comenzado a evolucionar. GT5 Prologue ha permitido a los usuarios competir en línea con hasta 16 jugadores en la pista a la vez. Gran Turismo 4 para PS2 fue en realidad el primer juego de Gran Turismo habilitado en línea, pero el aspecto en línea del juego no pasó de la fase beta.
Según Yamauchi, los coches de los dos primeros juegos estaban hechos de 300 polígonos, mientras que los de Gran Turismo 3 y 4 estaban formados por 4000 polígonos, y los "coches premium" de Gran Turismo 5 estaban hechos hasta 500.000 (los "coches estándar" son versiones un poco más detalladas de los de Gran Turismo 4).
Con el lanzamiento de Gran Turismo Sport, se convirtió en el primer juego que se enfoca únicamente en las carreras en línea, mientras que el juego sin conexión es limitado. Sin embargo, Gran Turismo Sport proporcionó contenido posterior al lanzamiento sin cargo, incluidos autos y pistas, junto con eventos fuera de línea, así como correcciones de errores.
El próximo juego, Gran Turismo 7, se reveló en el evento Future of Gaming de PS5 2020 el 11 de junio de 2020. El título se desarrolló para PlayStation 4 y PlayStation 5.

## Juegos

### Gran Turismo
El juego más vendido en la PlayStation original, Gran Turismo, contiene 11 circuitos, 3 circuitos de rendimiento y múltiples eventos contrarreloj. Además tiene carreras de resistencia, 3 licencias y 172 coches. El modo GT no es tan vasto como en los lanzamientos posteriores, y la estructura es muy corta o sin forma, pero las características básicas del juego están presentes, incluyendo la habilidad de obtener vehículos tras ganar ciertos eventos. También se introdujo el sistema de pruebas para licencias, que califica al jugador para competir en ciertos eventos. El jugador empieza con un cierto número de créditos que son usados para comprar vehículos nuevos o usados de las tiendas especializadas de fabricantes (por ejemplo, una vende solo Toyota, otra solo Mitsubishi, y así), o de agencias de vehículos usados, y entonces puede mejorar su vehículo en la tienda de partes apropiadas para mejorar el resultado en las carreras. El jugador puede gastar sus créditos obtenidos por ganar carreras en modificaciones para su automóvil actual o para comprar uno nuevo. Ciertos eventos están solo abiertos para ciertos vehículos o para conductores con cierta licencia. Todo esto con un equipo de 7 personas.
La música de inicio de las versiones NTSC y PAL es un remix de los Chemical Brothers de la canción de Manic Street Preachers, "Everything Must Go". La música de inicio de la versión japonesa es "Moon Over the Castle", compuesta por Masahiro Andoh. El juego en sí tenía una selección de canciones con licencia, incluyendo "Lose Control" de Ash; "Chicken on a Bone" (instrumental reelaborado), "Shade" (instrumental), "Tangerine" (instrumental) y "Sweet 16" de Feeder (versión PAL); "As Heaven is Wide" de Garbage; y "Oxyacetalene", "Skeletal", "Autonomy" e "Industry" de Cubanate (versiones NTSC y PAL). La versión japonesa, sin embargo, utilizó una partitura completamente original. Además de "Moon Over the Castle", otras canciones fueron remezcladas para Gran Turismo 2 y Gran Turismo 4.

### Gran Turismo 2
También para la PlayStation original, Gran Turismo 2 tiene 27 circuitos, 6 licencias, 650 coches, 6 circuitos de rendimiento y eventos de rally. GT2 viene con dos discos: el disco de modo arcade y el disco GT también conocido como Simulación, del cual la versión PAL tiene una portada de "rasca y huele" (que supone tener olor a línea de pits), que desapareció cuando el juego se unió al nivel Platino de los juegos más vendidos). La separación de los discos es consecuencia de la cantidad de mejoras al modo de simulación, se reorganizó el sistema de licencias y se introdujo el sistema de porcentaje de finalizado del jugador. En este Gran Turismo 2, la mayoría de las marcas hacen desafíos.

### Gran Turismo 3: A-Spec
Inicialmente se iba a llamar Gran Turismo 2000, pero se tuvo que cambiar el nombre porque el lanzamiento del juego se atrasó un año y no pudo ser en ese año. Gran Turismo 3: A-Spec fue el primero de la serie para la PlayStation 2, se mejoraron notoriamente los gráficos y el sistema de juego.
Una nueva característica fueron los cambios de aceite. Según la distancia recorrida, el rendimiento del motor disminuía gradualmente hasta que una luz en el velocímetro anunciaba que se necesitaba un cambio de aceite.
El modo Gran Turismo, tuvo una interfaz reorganizada, con una mayor estructura y ordenamiento de las carreras y retos. En adición, las tiendas de vehículos fueron organizadas por país y luego por fabricante, que era más intuitivo que el método usado en GT2. GT3 contó con menos vehículos (cerca de 150), debido en mayor parte por el trabajo que se requirió para mejorar los gráficos y estadísticas de los vehículos.
El lanzamiento inicial en Japón del GT3 incluía un manual de 179 páginas llamado "Gran Turismo 3 A-Spec Reference Guide", que incluía guías detalladas en técnicas de manejo para el volante GT Force de Logitech, un catálogo completo de partes para modificar y una descripción de todos los automóviles que incluía el juego. En lanzamientos posteriores se eliminó este manual.
El tema principal de este juego para la versión NTSC se llama Are You Gonna Go My Way de Lenny Kravitz, pero este tuvo un remix especial para este juego.
A este Gran Turismo 3, se le agregó una nueva licencia llamada R License y la tenías que conseguir para poder participar en eventos de Rally.
GT3: A-Spec es considerado un éxito comercial para Sony en Japón, Europa y América. El juego es de los más vendidos para la PlayStation 2 con 14,36 millones de copias. El juego fue aclamado por los críticos y jugadores como uno de los mejores juegos de carreras jamás realizado y frecuentemente aparece en las listas de "top 100" (como la de IGN).

### Gran Turismo 4
Fue comercializado el 7 de septiembre de 2004 en Japón y Hong Kong (NTSC-J), 20 de octubre de 2004 en los Estados Unidos (NTSC-U/C) y el 9 de marzo de 2005 en Europa (PAL). Después de haber retrasado su lanzamiento un año y medio y haber quitado su modo en línea, Gran Turismo 4 fue uno de los juegos más esperados del 2005, y vendió un millón de copias en su primera semana de ventas en Japón. Contiene 721 automóviles (en la versión PAL) de 80 fabricantes, desde el Daimler Motor Carriage 1886 hasta conceptos del año 2022, pasando por el Nissan 350Z Gran Turismo Edition, una colaboración entre Nissan y Polyphony Digital. También contiene 51 circuitos, muchos son variantes de las originales de Gran Turismo. Algunos circuitos importantes son Nordschleife, una variante de Nürburgring, Suzuka, el circuito de la Sarthe, circuitos modelados en lugares como el Times Square de Nueva York, Hong Kong, París y Las Vegas.
Hay 720 vehículos en el juego (aunque debe decirse que la lista incluye vehículos con múltiples variaciones, como 20 Subaru Impreza, 25 Mitsubishi Lancer y 48 Nissan Skyline) y más de 50 circuitos. Entre las nuevas características están la posibilidad de instalar alerones para incrementar el empuje vertical (hay que notar que esto difiere de la opción "racing modification" que se presentaba en los anteriores Gran Turismo y que básicamente convertía el vehículo en un modelo de carreras), la posibilidad para los vehículos modificados o de carreras de escupir llamas por los escapes, y la inclusión controvertida de óxido nitroso (N2O). También se incluyó el modo fotografía (Photo Mode) y el modo B-Spec.
En adición, la física y la inteligencia artificial (IA) han sido completamente retrabajados. La IA de los vehículos oponentes puede ser configurada por el jugador con más de 10 ajustes en el modo arcade, pero aún palidece en comparación de lo mostrado en otros juegos de carreras. GT4 es también el primer juego de la serie en mostrar pilotos, lo que permite conducir los vehículos convertibles con la capota recogida, y la inclusión de vehículos antiguos como el Daimler-Benz Motor Wagen y el Ford Modelo T, aunque no puede ser utilizados en competición, solo para pruebas contrarreloj.
También fueron incluidas por primera vez en la serie, camionetas "pickup", como la Ford F150 SVT Lightning y la Dodge Ram, y de los nuevos modelos están el Buick GNX 1987 y las dos versiones del Pontiac GTO, la de 1964 y la de 2004. El primer carro personalizado de la serie también fue incluido, el Buick Special.
La mejora más significante sobre los lanzamientos anteriores, por mucho, fue el nuevo desarrollo de la física. Los jugadores deben aprender aún más sobre las carreras reales para poder manejar de forma efectiva en el juego en comparación con otros juegos de carreras. Los controles de tracción y estabilidad permanecen disponibles para proporcionar ayuda de manejo realista para principiantes.
Las pruebas para conseguir una licencia han sido una parte integral de los juegos de la serie. Al completar niveles más altos de prueba, permitirá al jugador obtener carreras más difíciles, donde la victoria se traduce en más créditos y vehículos más rápidos y exclusivos. Esto a su vez le dará al jugador una mejor oportunidad de ganar más carreras.
El jugador avanzado debe ser capaz de juzgar su capacidad por los realistas tiempos de vuelta. De acuerdo con los desarrolladores, fue invitado un conductor profesional para marcar los tiempos usando él mismo vehículos en el circuito de Nürburgring Nordschleife, y los tiempos de vuelta de GT4 estuvieron dentro del 2% del tiempo real. Sin embargo, Jeremy Clarkson del programa de televisión británico Top Gear, trató de mejorar su tiempo en Laguna Seca en un Honda NSX, y no tardó tanto. Su tiempo en la vida real de 1:57 era mucho mayor al tiempo virtual de 1:41.148. Clarkson, de hecho, usó un Honda NSX-R en el juego pero condujo un Acura NSX en Laguna Seca; el NSX-R es una versión más ligera y rápida del original NSX. Aun así, la comparación del Clarkson virtual y el real falló. Él mencionó que en el juego pudo tomar mayores riesgos que en la vida real.

#### Gran Turismo 4: Prologue
Lanzado en diciembre de 2003, fue una versión de prelanzamiento de GT4 que suponía proveer un vistazo de lo que iba a ser GT4 cuando fuera lanzado. Tenía unos cuantos autos y un pequeño número de circuitos. El modo de GT fue eliminado y se reemplazó con una serie larga de eventos parecida a las pruebas de licencia. Solo unos cuantos eventos tenían vehículos compitiendo contra el jugador. No había opciones para más de un jugador. GT4P no podía ser considerado como un juego completo, pero aun así fue vendido en las tiendas de Japón y el resto del Sureste Asiático. Incluyó un DVD extra con escenas "tras la cámara", y ayuda de manejo.
GT4P tiene un evento especial que requería terminar un circuito en cierto tiempo y con un cierto nivel de consumo de combustible en un Toyota Prius. Toda la funcionalidad del manejo híbrido de Toyota fue modelado para el reto. Esto fue probablemente por el ímpetu de Toyota de adoptar demos de GT4 como herramienta promocional.

#### Disco Demo Toyota Prius
En el verano de 2004, Toyota envió un disco demo de GT4 junto con el folleto promocional del automóvil híbrido Toyota Prius 2004. Se enviaba a los clientes que lo solicitaban en el sitio de internet y también fue entregado en la presentación del Toyota MTRC en el Salón del Automóvil de Nueva York. El disco incluía solo dos vehículos, el Prius y el MTRC. Dos circuitos, Fuji Speedway 90's y Grand Canyon, con límite de 2 minutos de juego.

#### Disco Demo BMW Serie 1
Lanzado para la presentación del BMW Serie 1. Incluía las 4 versiones (118i, 120i, 118d y 120d) y 3 circuitos, incluyendo Nürburgring (con límite de 3 minutos). El disco estaba incluido en un paquete que se entregaba a los compradores de un Serie 1 que fuera adquirido en preventa en el Reino Unido. El evento se realizó en el Rockingham Motor Speedway en Northamptonshire.

#### Disco Demo Nissan Micra
Con el lanzamiento del Nissan Micra, se distribuyeron paquetes en cada concesionaria de diversos países de Europa para promover el auto. El paquete incluía, entre otras cosas, 3 discos y uno de ellos era un demo oficial de Gran Turismo 4.

### Gran Turismo(PSP)
Se anunció oficialmente en la conferencia de prensa del 11 de mayo en la E3 2004, pero fue lanzado hasta el 1 de octubre de 2009. Incluyó más de 800 vehículos y 35 circuitos con 60 variantes. Está disponible en UMD para PSP 1000, 2000 y 3000 series, descarga directa del store para la nueva PSP-Go!. Se lanzó a la venta el 1 de octubre de 2009.
El juego, dispone del exclusivo Bugatti Veyron 16.4 09. También incluye salida de vídeo a 720p por componentes en las PSP 2000, 3000 y GO y la opción de exportar el garaje al GT5 (para la colección Arcade) (es decir, que los vehículos transferidos no aparecerán en el modo historia).
En la portada de Gran Turismo (PSP), aparece el Chevrolet Corvette ZR1.

#### Gran Turismo 4 Mobile
Es prácticamente el mismo juego que el Gran Turismo 4, adaptado para la PSP. Se anunció oficialmente en la E3 2009. Incluirá 800 coches y 35 circuitos con 60 variantes además irá fluido a 60fps constantes, obtar a unos gráficos similares a los de Gran Turismo 5: Prologue siendo así el juego más real de coches en PSP, estará disponible en UMD para PSP 1000, 2000 y 3000 series, descarga directa del store para la PSP-Go!. Se lanzó a la venta el 1 de octubre de 2009.

### Gran Turismo HD Concept
En el E3 2006 se anunció que se lanzaría el Gran Turismo HD (High Definition/Alta Definición) para la PlayStation 3, aunque finalmente fue cancelado, anunciándolo el diseñador Kazunori Yamauchi en diciembre de 2006. Junto con la cancelación se anunció el lanzamiento de una versión de demostración llamada Gran Turismo HD Concept disponible para descargar exclusiva y gratuitamente en la PlayStation Store. Esta versión no tiene modo de juego en línea a pesar de tener un sistema de clasificación por Internet.

### Gran Turismo 5: Prologue
Lanzado al mercado el 13 de diciembre de 2007 para PlayStation 3, está disponible en dos formatos: Blu-ray y para descargar en PlayStation Store. El juego fue lanzado en Japón (con un demo descargable el 20 de octubre); para Europa llegó el 26 de marzo de 2008. El juego cuenta de 73 vehículos (actualizando a Spec III) incluyendo el Ferrari de Fórmula 1 de Kimi Räikkönen, 6 circuitos y 16 jugadores en-línea.
El juego puede adquirirse con una edición limitada para pistas Scalextric de uno de los vehículos que aparecen en el juego.
También se podrán exportar los vehículos obtenidos al GT5 para el modo Arcade.
En la portada de Gran Turismo 5 Prologue, aparece el Nissan GT-R.

### Gran Turismo 5
A la venta desde el 24 de noviembre de 2010 para la PlayStation 3, los gráficos del videojuego mejorados, gracias a la resolución nativa de 1080p y a los 60fps constantes logra una mejora visual. Incluye carreras en línea para un máximo de 16 jugadores en línea. Los vehículos se dividen entre 2 categorías, los vehículos "Premium" (200 ejemplares), que son vehículos cuyo interior está completamente detallado, y los vehículos "Estándar" (800 ejemplares) los cuales no tienen un interior detallado y mayormente se consiguen en el garaje de segunda mano, aparte de que ahora hay una opción para que los daños que sufran los vehículos sean o cosméticos, o realistas, cosa que no pasaba en los otros Gran Turismo. Vehículos Ferrari y Fórmula 1, se incluyen carreras de Rally, NASCAR, cambio dinámico de clima durante las carreras y velocímetros detallados de los vehículos para la vista interior (solo Premium). También tiene modo limpiaparabrisas, claxon y luces que permitirán a los vehículos (según el circuito) ver por la noche, pero solo para los vehículos Premium, los Estándar tienen luces pero no cambian entre bajas o largas, además, los vehículos de calle (normales) tienen claxon, mientras que los de competición, rally, entre otros, no tienen.
Otra adición importante respecto a las versiones anteriores de GT, es el incremento de los competidores Inteligencia Artificial (controlados por la computadora), bastante más competitivos (cuando se compite con vehículos sin modificar), y la cantidad de ellos: 12 o 16 según circuito, que, comparado con los 5 de antes, es una mejora notable.
En el E3 2010 confirman su lanzamiento para el 2 de noviembre de 2010 en Japón y en EE. UU. y Europa el 3 de noviembre de 2010. Tres semanas antes de dicha fecha, se aplaza por última vez al 24 de noviembre de 2010.
El lanzamiento del GT5 supone una nueva era tecnológica en la actual generación de juegos de simulación de autos. Este incluye (como lo hacía en GT4) vehículos de Fórmula 1, además de incluir a Ferrari, Lamborghini, Bugatti por primera vez y algunas otras marcas nuevas.
En cuanto a los circuitos, tiene un total de 80, algunos de ellos son urbanos (hay nuevos un circuitos urbanos en Londres y otro en Madrid entre otros), otros reales y también incluye los clásicos de Gran Turismo (Deep Forest por ejemplo) así como el sorprendente Cape Ring, un complejo enorme del que se desprende 4 circuitos pequeños.
Así mismo por primera vez incluye la personalización del traje de nuestro piloto y de nuestros pilotos B-Spec, que incluye también trajes y cascos de pilotos reales como de NASCAR y de rally WRC.
Parte de los retrasos en el lanzamiento del juego, se debieron a la incorporación de soporte para PlayStation Move y el 3D estereoscópico.
En la portada de Gran Turismo 5, aparece el Mercedes Benz SLS AMG.

### Gran Turismo 6
Lanzado el 6 de diciembre de 2013 para la PlayStation 3. Contiene resolución nativa de 1080p y a los 60fps. Al igual que su predecesor, los vehículos se dañan con los golpes y arañazos, ahora presenta 400 vehículos Premium y 800 vehículos Estándar, además de tener 117 circuitos y con ayuda de una aplicación llamada Track Path Editor, se pueden editar circuitos personalizados. El juego incluye un tributo a Ayrton Senna, el cual es un homenaje y se hace seguimiento a la trayectoria de su carrera. Cuenta con varios modos de carrera, como conducir en la Luna con el rover lunar, y carreras sucesivas con los nuevos modelos de Red Bull. Aumenta el número de oponentes a 16, y es notable el aumento de la IA del juego, y con una actualización, es posible jugar con el modo B-spec, ya que los eventos ya no se dividen en modo A-spec y B-spec.
Una de las características de este juego son los nuevos vehículos prototipo llamados "Vision Gran Turismo", y en cada actualización del juego se encuentran nuevos vehículos verdaderamente sorprendentes.
Por primera vez en la saga, es posible modificar el interior de los vehículos y aumentar el tamaño de los rines, aunque solo aplica para vehículos "Premium", además de que se puede personalizar el traje y casco del piloto.
El juego recibió críticas muy favorables con respecto a su antecesor, y la aclamación de pilotos famosos y críticos y aficionados al automovilismo, así como la inclusión de vehículos modificados por coleccionistas.
En la portada de Gran Turismo 6, aparece el Chevrolet Corvette Stingray C7 de 2014.

### Gran Turismo Sport
Fue lanzado el 17 de octubre de 2017 para PlayStation 4 en Estados Unidos, el 18 de octubre para Europa, y el 19 de octubre en Japón. Es el primer juego de esta saga para la consola PlayStation 4, y se concentra en la experiencia en línea. Incluye el Gran Turismo Online Championship, compatibilidad con PS VR, y el nuevo Sistema de Clasificación, el cual limita el comportamiento en los modos en línea.

### Gran Turismo 7
Es el próximo videojuego de carreras y simulación, y la séptima entrega de la serie Gran Turismo, que saldrá en exclusiva para PlayStation 5 y PlayStation 4, Según Kazunori, creador de la franquicia, será la mezcla del pasado, presente y futuro de las carreras de coches.
En la portada de Gran Turismo 7, aparecen el Porsche VGT y el Mazda RX Vision GT3

## Lanzamientos

### Historia del juego
La serie Gran Turismo está representada por ocho lanzamientos principales, dos para PlayStation, dos para PlayStation 2, dos para PlayStation 3, dos para PlayStation 4 y uno para PlayStation 5. La serie es también representado por muchos otros lanzamientos "abreviados" en la PS2, PSP y PS3.

### Lanzamientos primarios
| Título | Año de lanzamiento | Plataforma                  | Coches | Pistas | Ventas     |
| --- | ------------------ | --------------------------- | ------ | ------ | ---------- |
| Gran Turismo | 1997               | PlayStation                 | 140    | 11     | 10.850.000 |
| Gran Turismo 2 | 1999               | PlayStation                 | 650    | 27     | 9.370.000  |
| Gran Turismo 3: A-Spec | 2001               | PlayStation 2               | 181    | 34     | 14.890.000 |
| Gran Turismo 4 | 2004               | PlayStation 2               | 722    | 51     | 11.760.000 |
| Gran Turismo 5 | 2010               | PlayStation 3               | 1,0881 | 723    | 11.950.000 |
| Gran Turismo 6 | 2013               | PlayStation 3               | 1,2472 | 1003   | 5.220.000  |
| Gran Turismo Sport | 2017               | PlayStation 4               | 3384   | 325    | 8.000.000  |
| Gran Turismo 7 | 2022               | PlayStation 4 PlayStation 5 |        |        | [NA]: –    |
| Notes: 1. 275 coches Premium y 850 Standard. 2. 388 coches Premium y 838 Standard. 3. Editor de pistas incluido 4. A julio de 2021 5. A diciembre de 2019 |                    |                             |        |        |            |

### Lanzamientos secundarios
| Título                                  | Año de lanzamiento | Plataforma           | Coches | Pistas | Ventas    |
| --------------------------------------- | ------------------ | -------------------- | ------ | ------ | --------- |
| Gran Turismo Concept: 2001 Tokyo        | 2002               | PlayStation 2        | 51     |        | 440.000   |
| Gran Turismo Concept: 2002 Tokyo-Seoul  | 2002               | PlayStation 2        |        |        | 90.000    |
| Gran Turismo Concept: 2002 Tokyo-Geneva | 2002               | PlayStation 2        | 100    | 5      | 1.030.000 |
| Gran Turismo 4 Prologue                 | 2003               | PlayStation 2        | 50     | 5      | 1.400.000 |
| Gran Turismo 4 Online (test version)    | 2006               | PlayStation 2        |        |        |           |
| Gran Turismo HD Concept                 | 2006               | PlayStation 3        | 10     | 1      |           |
| Gran Turismo 5 Prologue                 | 2007               | PlayStation 3        | 70     | 6      | 5.350.000 |
| Gran Turismo                            | 2009               | PlayStation Portable | 833    | 75     | 4.670.000 |

### Otros lanzamientos
| Título | Lanzamiento             |
| --- | ----------------------- |
| Gran Turismo (versión demo) | Finales de 1998         |
| Durante la Navidad de 1998, se incluyó una demostración promocional especial de Gran Turismo con la consola PlayStation. La demostración se limitó a una carrera en modo Arcade en Clubman Stage Route 5 con tres autos (Subaru Impreza WRX, Honda NSX y Chevrolet Corvette), con la carrera limitada a noventa segundos (1 minuto 30 segundos). Otras demostraciones existían en otras regiones con diferentes restricciones. |                         |
| |                         |
| Gran Turismo 2000 | N/A                     |
| Gran Turismo 2000 fue una demostración que se exhibió en el E3 2000/2001 promocionando la franquicia Gran Turismo, así como las capacidades de PlayStation 2. Debido a un retraso en la fecha de lanzamiento, el nombre de la versión final del juego se cambió a Gran Turismo 3: A-Spec. Se entregó una versión de demostración del juego a los visitantes del PlayStation Festival 2000, lo que permitió a los jugadores conducir un Mitsubishi Lancer Evolution V en el circuito de Seattle durante dos minutos. |                         |
| |                         |
| Disco de demostración Gran Turismo 4 – Toyota Prius | Mediados de 2004        |
| En el verano de 2004, Toyota envió un disco de demostración de GT4 junto con un folleto de marketing para su automóvil híbrido Prius 2004 a pedido de los clientes desde su sitio web. La demostración también se entregó en una presentación del Toyota MTRC en el Salón Internacional del Automóvil de Nueva York. El disco de demostración presentaba solo dos autos, a saber, el Prius y el prototipo Toyota MTRC. Se incluyeron dos pistas, Fuji Speedway (versión de los 90) y la pista de rally Grand Canyon, pero cada una estaba limitada a dos minutos de tiempo de juego. Toyota dejó de ofrecer los discos de demostración cuando las solicitudes del folleto de marketing se volvieron desproporcionadas con respecto al interés real en sus automóviles. El disco se convirtió en un artículo de colección para los propietarios de Prius y, a veces, todavía está disponible a través de una subasta en eBay. El juego se ejecutó con un motor GT4P modificado. |                         |
| |                         |
| Disco de demostración Gran Turismo 4 – BMW 1-Series |                         |
| Cuenta con dos modelos del BMW Serie 1 (120i y 120d) y tres circuitos de Gran Turismo 4, incluido Nürburgring (la conducción por este circuito se limitó a tres minutos). Los clientes de BMW en el Reino Unido que pidieron una Serie 1 antes de su fecha de lanzamiento oficial fueron invitados a un evento privado en el Rockingham Motor Speedway en Northamptonshire. A la salida del evento, todos los invitados recibieron un paquete que contenía el disco de demostración. El juego se ejecutó con un motor GT4 de prelanzamiento modificado. |                         |
| |                         |
| Disco de demostración Gran Turismo 4 – Nissan Micra Edition |                         |
| Con el lanzamiento de Nissan Micra Roma, Nissan distribuyó un dosier de prensa para cada concesionario en varios países de Europa para promocionar el automóvil. Este kit de prensa incluía varias fotografías, un folleto informativo para la prensa y tres discos. Uno de los discos incluidos en este kit es una demostración oficial de Gran Turismo llamada Nissan Micra Edition. |                         |
| |                         |
| Disco de demostración Gran Turismo – Nissan 350Z Edition |                         |
| Similar al Nissan Micra Edition, este CD también viene en uno de los muchos kits de prensa disponibles para el Nissan 350Z en los Estados Unidos. No hay confirmación de que exista una versión europea. El kit de prensa que contiene la demostración del juego viene con otros dos discos dentro de una carpeta plateada. También se incluye un folleto adicional con información e imágenes del Nissan 350Z. El juego se ejecutó con un motor de Gran Turismo Concept modificado y las carreras están limitadas a 150 segundos. Solo Côte d'Azur, no disponible en Gran Turismo Concept pero disponible en Gran Turismo 3: A-Spec, era el curso disponible. |                         |
| |                         |
| Demostración Gran Turismo Academy Time Trial | 17 de diciembre de 2009 |
| Presentó el circuito del GP de Indianápolis por primera vez en la historia de la franquicia y también incluyó un Nissan 370Z sintonizado y original. El objetivo de la Contrarreloj fue ser la primera etapa de la GT Academy 2010 para encontrar a dos de los mejores pilotos de Gran Turismo para terminar compitiendo en un auto de carreras real en una serie de carreras real. La demostración mostró un nuevo modelo de física y algunas mejoras gráficas en GT5 Prologue, pero también fue criticada. Su objetivo principal era ser la primera etapa de la GT Academy 2010 y no la demostración del próximo Gran Turismo 5. |                         |
| |                         |
| Tourist Trophy | 26 de enero de 2006     |
| Tourist Trophy es un juego de carreras de motos. Fue diseñado por Polyphony Digital. Fue creado en gran parte a partir del motor del juego Gran Turismo 4. Tourist Trophy es uno de los cuatro títulos para PlayStation 2 que tiene capacidad de salida 1080i, los otros son Gran Turismo 4, Valkyrie Profile 2: Silmeria y Jackass: The Game. Polyphony Digital reutilizó el motor de física, la interfaz gráfica de usuario y todos menos uno de los circuitos de Gran Turismo 4. Sin embargo, el número de corredores de IA (oponentes controlados por computadora) se ha reducido de cinco en la serie Gran Turismo a solo tres. Tourist Trophy también utiliza la función License School que fue popularizada por la serie Gran Turismo, así como el modo Foto introducido en Gran Turismo 4. El modo B-spec, que apareció en Gran Turismo 4, se eliminó de Tourist Trophy.                                                                                               |                         |
| |                         |
| Gran Turismo for Boys | Inédito                 |
| En noviembre de 2004, se anunció un Gran Turismo centrado en los jóvenes. con una fecha de lanzamiento programada para 2005, aunque el juego no se lanzó en ese momento. En septiembre de 2006, Kazunori Yamauchi confirmó que el juego aún estaba en desarrollo. En abril de 2008, mientras discutía los planes para Gran Turismo 5, se citó a Kazunori Yamauchi diciendo: "Esperamos que Gran Turismo for Boys sea una característica dentro de GT5". En una entrevista de 2013 con GTPlanet, Kazunori Yamauchi dijo que el videojuego de PSP, Gran Turismo, era una versión de la idea de Gran Turismo for Boys y que no había necesidad de un juego separado. |                         |

## Productos relacionados conGran Turismo

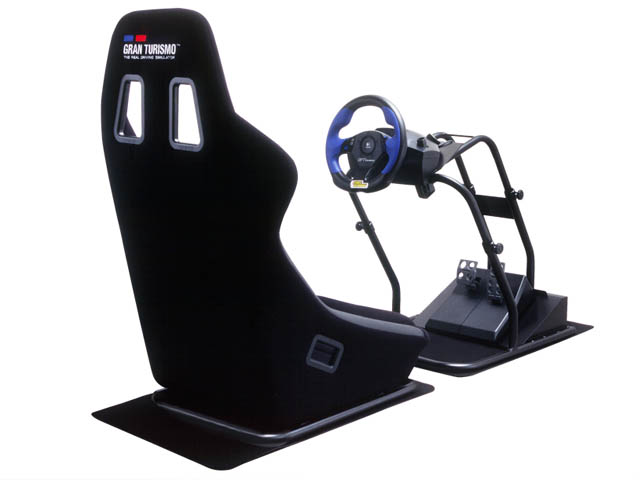
Kit oficial de Gran Turismo con GT Force y Racing Cockpit.

### Kits oficiales de simulador
Polyphony Digital ha colaborado con el fabricante de periféricos Logitech y el fabricante de piezas de automóvil Sparco para diseñar kits de simuladores de conducción oficiales para la franquicia Gran Turismo. La designación de producto más reciente es Driving Force GT. Otros dos volantes de carreras son compatibles con Gran Turismo.

### Maquetas de coches oficiales
En 2009, la empresa de modelos de coches de radiocontrol HPI Racing lanzó un modelo de coche RC oficial: el HPI E10 RTR Ford GT LM Race Car Spec II diseñado por Gran Turismo (200 mm), un kit de coche de radiocontrol preconstruido con licencia oficial. construido para parecerse exactamente a la carátula de Gran Turismo 4. Los planes para lanzamientos futuros incluyen el lanzamiento de más kits para replicar otros autos de cubierta de Gran Turismo.

### Café Gran Turismo
En 2009, se abrió un café en el autódromo Twin Ring Motegi.

### Nombres de calles
En reconocimiento a la inclusión del circuito Mount Panorama en Gran Turismo 6, la ciudad de Bathurst en Australia inauguró una nueva calle llamada Gran Turismo Drive en diciembre de 2013. El alcalde de Bathurst, Gary Rush dijo: "Conducir una vuelta de nuestro circuito de carreras de motor de fama mundial es una experiencia que cambia la vida de aquellos que tienen la oportunidad, y el Consejo Regional de Bathurst está muy emocionado de abrir la experiencia de Mount Panorama a través del lanzamiento de Gran Turismo 6".
También en 2013, el creador de la serie, Kazunori Yamauchi, tuvo una calle nombrada en su honor en la ciudad de Ronda. Nombrado Paseo de Kazunori Yamauchi, la calle serpentea alrededor del Parador de Ronda. Según la alcaldesa de Ronda, María de la Paz Fernández Lobato, "no hay duda de que su trabajo tiene una gran resonancia cultural entre la gente de hoy. Ha llevado el género de los juegos de carreras a nuevos niveles de realismo y sus creaciones son tanto arte como tecnología. La asociación de Ronda con Gran Turismo también es un reflejo de que nuestra ciudad antigua es un lugar moderno y vibrante para vivir y que forma parte del siglo XXI”.

## Patrocinio
La serie ha estado involucrada en el patrocinio de varios eventos deportivos y equipos de la vida real, incluido el Pikes Peak International Hill Climb a partir de noviembre de 2014,  D1GP desde la temporada 2008, la Carrera de Campeones de 2004, la primera chicane en el Mulsanne Straight en el Circuito de la Sarthe hasta 2012, y equipos de carreras como Prost Grand Prix, Pescarolo Sport, Audi/Oreca, Peugeot, Abt Sportsline, Signatech-Nissan, Audi A4 DTM, Vita4One-BMW Z4, Aston Martin Rapide S, Igor Fraga y Sébastien Loeb.

## Competiciones

### GT Academy

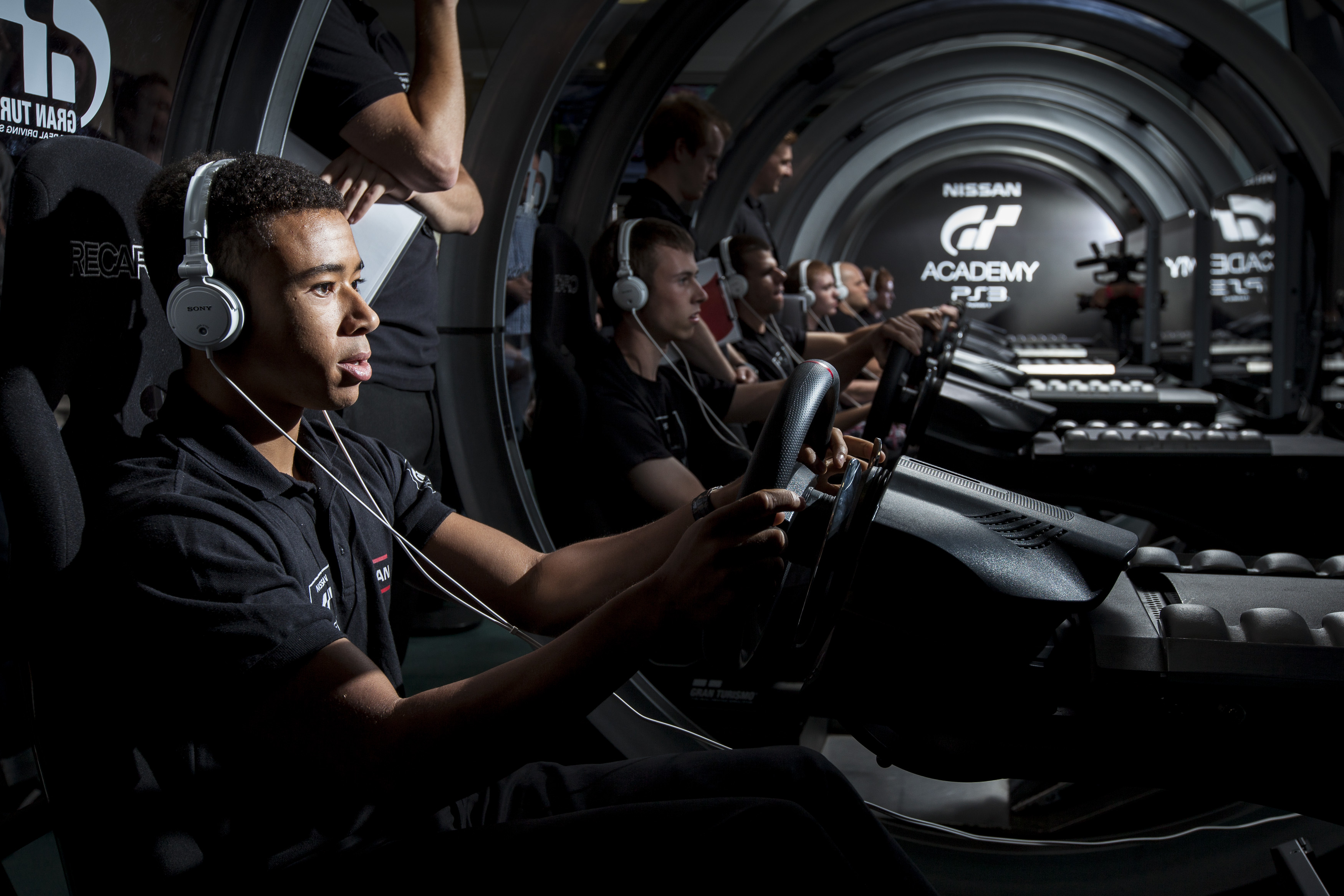
El ganador de GT Academy 2011, Jann Mardenborough, se une a los competidores en la final nacional del Reino Unido en 2013.

GT Academy es un programa de desarrollo y descubrimiento de conductores iniciado en 2008 a través de una asociación entre Sony Computer Entertainment Europe, Polyphony Digital y Nissan Europe.
Los clasificatorios en línea se llevan a cabo dentro de Gran Turismo, y los mejores clasificados están invitados a las finales nacionales en cada país participante. Los principales ganadores de cada país son enviados a un Race Camp celebrado en Silverstone, Reino Unido para la selección final. El ganador se somete a un programa intensivo de desarrollo de conductores diseñado por Nissan que lo capacitará y le otorgará una licencia para convertirse en un conductor profesional, que compite en carreras en todo el mundo. Los cuatro pilotos ganadores se unirán automáticamente al Nismo Global Driver Exchange y seguirán compitiendo en las 24 Horas de Dubái de los años siguientes.
Los ganadores de la Gran Turismo Academy incluyen a Lucas Ordóñez, Jordan Tresson y Jann Mardenborough, quienes han pasado a competir en carreras profesionales de la vida real. Algunos de estos ganadores, que normalmente serían vistos como "no profesionales", han recibido elogios por su habilidad como conductores con años de experiencia. Con base en este mérito, se ha prohibido la entrada a cuatro pilotos de GT Academy en el GT británico (específicamente en la sección de la competición de "conductores de caballeros").

### FIA Championship
La FIA-Certified Gran Turismo Championships es una serie de torneos de Gran Turismo que se celebran en todo el mundo desde 2018.

### Olympic Virtual Series
En 2021, la FIA y el Comité Olímpico Internacional colaboraron y organizaron la Olympic Virtual Series, en la que Gran Turismo Sport se utilizó como uno de los juegos utilizados para albergar el evento de deportes de motor. La serie virtual de deportes de motor fue una competencia de contrarreloj en línea, en la que la participación está abierta a todos los jugadores del modo deportivo de Gran Turismo Sport.

## Recepción
| Videojuego                              | GameRankings | Metacritic   |
| --------------------------------------- | ------------ | ------------ |
| Gran Turismo (1997)                     | {{{gr1}}}    | (PS1) 96/100 |
| Gran Turismo 2                          | {{{gr2}}}    | (PS1) 93/100 |
| Gran Turismo 3: A-Spec                  | {{{gr3}}}    | (PS2) 95/100 |
| Gran Turismo Concept: 2001 Tokyo        | {{{gr4}}}    | (PS2) 77%    |
| Gran Turismo Concept: 2002 Tokyo-Geneva | {{{gr5}}}    | (PS2) 75%    |
| Gran Turismo 4: Prologue                | {{{gr6}}}    | (PS2) 68%    |
| Gran Turismo 4                          | {{{gr7}}}    | (PS2) 89/100 |
| Gran Turismo HD Concept                 | {{{gr8}}}    | (PS3) 82/100 |
| Gran Turismo 5: Prologue                | {{{gr9}}}    | (PS3) 80/100 |
| Gran Turismo (2009)                     | {{{gr10}}}   | (PSP) 74/100 |
| Gran Turismo 5                          | {{{gr11}}}   | (PS3) 84/100 |
| Gran Turismo 6                          | {{{gr12}}}   | (PS3) 81/100 |
| Gran Turismo Sport                      | {{{gr13}}}   | (PS4) 75/100 |

La serie de videojuegos Gran Turismo ha sido una de las más populares a lo largo de su vida, y ha atraído a un público que va desde jugadores casuales hasta fanáticos de los simuladores de carreras realistas.
Debido al éxito de la serie Gran Turismo, Guinness World Records concedió a la serie 7 récords mundiales en el Guinness World Records: Gamer's Edition 2008. Estos récords incluyen el de "Mayor número de coches en un juego de carreras", el de "Juego de PlayStation más vendido", el de "Coche más antiguo en un juego de carreras" y el de "Guía de instrucciones más grande para un juego de carreras". A pesar de su éxito, otros estudios first-party les llevaron a crear juegos de carreras de simulador similares a la franquicia. Comenzó con Sega GT, la respuesta de Sega a la franquicia que se lanzó en la efímera consola Dreamcast, aunque tuvo menos ventas y menos tracción, y más tarde tuvo una secuela en la Xbox original antes de que la franquicia muriera. Turn 10 crearía más tarde la serie Forza Motorsport en más consolas Xbox y es el principal rival actual de la franquicia Gran Turismo. Además, otros estudios también crearon otros simuladores de carreras exclusivos para la PlayStation 2 y otros como Driving Emotion Type-S de Square y Enthusia Professional Racing de Konami.
Hasta el 16 de noviembre de 2022, se han vendido más de 90 millones de copias de títulos de Gran Turismo.
En el último número de la Official UK PlayStation Magazine, Gran Turismo 2 fue elegido como el quinto mejor juego de todos los tiempos. Edge dijo que el primer juego fue uno de los 10 mejores videojuegos de los últimos 20 años.
En 2005, Maeda Corporation, en asociación con la Universidad de Ciencias de Tokio, investigó la viabilidad de hacer una réplica en la vida real de la ficticia Grand Valley Speedway utilizada en la serie.

## Adaptaciones

### Película
En 2013, Sony Pictures anunció que estaba desarrollando una película de Gran Turismo con Michael De Luca y Dana Brunetti como productores, con un guion de Alex Tse. En 2015, Joseph Kosinski iba a dirigir la película, con un nuevo guion de Jon y Erich Hoeber. En 2018, la versión de Kosinski ya no avanzaba.
El 26 de mayo de 2022, se reveló que se estaba desarrollando una nueva versión de la película Gran Turismo, con Neill Blomkamp como director. El 14 de junio de 2022, se confirmó que Blomkamp dirigiría y anunció que la película se estrenaría el 11 de agosto de 2023, que pretende ser un Bildungsroman de no ficción centrado en el graduado de GT Academy 2011, Jann Mardenborough y su transición de jugador a piloto de carreras. También se confirmó que Jason Hall y Zach Baylin escribirían el guion. Asad Qizilbash, Carter Swan, Doug Belgrad y Dana Brunetti actuarán como productores. David Harbour protagonizará la película como Jack Salter, quien le enseña a Mardenborough como conducir un automóvil real. Archie Madekwe interpretará a Jann Mardenborough, con Orlando Bloom como Danny Moore. El rodaje comenzó en noviembre de 2022 en Hungría y finalizó en diciembre de 2022. Darren Barnet interpretará a un corredor que ocupa el primer lugar en GT Academy y que no está emocionado de ver a Mardenborough sobresalir. Tanto Djimon Hounsou como Geri Halliwell interpretarán a los padres de Mardenborough y Daniel Puig como su hermano, Josha Stradowski como el rival de Mardenborough y Thomas Kretschmann como su padre.

### Documental
En el Festival de Cine de Jalopnik, Kazunori anunció un documental que cubre los últimos 15 años de la serie de juegos hasta ese momento, titulado KAZ: Pushing The Virtual Divide. Fue lanzado el 22 de enero de 2014 en Hulu.